# Search engine advertising
Search Engine Advertising (in italiano: "Pubblicità per i motori di ricerca", abbreviazione di SEA) è uno degli ambiti della SEM e rientra tra le misure dell'online marketing. Il termine viene anche utilizzato come sinonimo di Keyword Advertising. Questa branca si riferisce agli annunci pubblicitari che appaiono sui motori di ricerca (quali ad es. Google, Yahoo!, Bing, Yandex, Baidu ecc.). Si basa sul principio del "Pay per click" (PPC), che presuppone il pagamento al clic dell'utente su un determinato annuncio. Adottando queste misure si mira a raggiungere un maggiore traffico sul sito web e quindi più conversioni. Insieme all'ottimizzazione per i motori di ricerca (SEO), costituisce la base per una strategia di Search Engine Marketing (SEM).

## Funzionamento
Prima di tutto, bisogna individuare la piattaforma sulla quale si desidera attivare degli annunci pubblicitari. Tra le più conosciute rientra Google Ads. Successivamente, si scelgono le parole chiave (o keywords) più pertinenti per il prodotto da pubblicizzare in base alle ricerche effettuate dagli utenti. Infine, si stabilisce il prezzo che si è disposti a spendere per la visualizzazione dell'annuncio sul motore di ricerca. Inizia così un processo di asta istantanea e, se l'offerta massima coincide con il prezzo della parola chiave (che varia a seconda di vari fattori, come il volume di ricerca mensile o la concorrenza), verrà mostrato quell'annuncio. Vengono considerati anche altri fattori, tra cui la qualità dell'annuncio, quindi al momento di creare una campagna non va sottovalutata la sua creazione.